# Лайелл, Кэтрин Мюррей
Кэтрин Мюррей Лайелл, урождённая Хорнер (англ. Katharine Murray Lyell; 1817, Лондон — 19 февраля 1915) — английский ботаник. Интересовалась преимущественно папоротниками.

## Биография
Кэтрин Мюррей Хорнер родилась в 1817 году в Лондоне. Её отцом был шотландский геолог Леонард Хорнер. У Хорнера было шесть дочерей, и он с детства брал их с собой на заседания Британской ассоциации научного прогресса (British Association for the Advancement of Science). Впоследствии старшая дочь Хорнера, Мэри, тоже стала геологом и вышла замуж за геолога Чарльза Лайелла. Кэтрин, в свою очередь, стала женой младшего брата Чарльза, Генри. Их старший сын, Леонард Лайелл, родившийся в 1850 году, стал впоследствии членом парламента.
После смерти Чарльза Лайелла Кэтрин принимала участие в редактировании и последующей публикации его трудов и эпистолярного наследия. Она также участвовала в издании биографии и переписки натуралиста Чарлза Банбери, бывшего мужем другой её сестры.
Кэтрин Лайелл интересовалась ботаникой, в особенности папоротниками. В 1870 году был издан её справочник по географическому распространению различных видов папоротников (Geographical Handbook of All the Known Ferns). Вместе со своим мужем она побывала в Индии, где собирала растения в дельте Ганга, в Ассаме и в горном массиве Кхаси на плато Шиллонг. Собранные образцы она передала в дар Британскому музею, где они находятся до сих пор. Свою коллекцию папоротников Кэтрин Лайел передала в Ботанические сады в Кью.